# Dětkovice (Prostějovi járás)
Dětkovice település Csehországban, a Prostějovi járásban. Dětkovice Vranovice-Kelčice, Výšovice és Určice településekkel határos. Lakosainak száma 541 fő (2024. január 1.).

## Népesség
A település lakosságának változását az alábbi diagram mutatja:
| Lakosok száma | 616  | 663  | 641  | 557  | 497  | 448  | 551  | 531  | 535  | 541  |
|               | 1869 | 1890 | 1921 | 1950 | 1980 | 2001 | 2017 | 2019 | 2022 | 2024 |